# Scotophaeus brolemanni
Scotophaeus brolemanni är en spindelart som beskrevs av Simon 1914. Scotophaeus brolemanni ingår i släktet Scotophaeus och familjen plattbuksspindlar.
Artens utbredningsområde är Frankrike. Inga underarter finns listade i Catalogue of Life.